# Irmgard Wolf (Juristin)
Irmgard Wolf (* 1951) ist eine deutsche Juristin. Sie wurde 2000 die erste Landgerichtspräsidentin in Rheinland-Pfalz.

## Leben
Wolf stammt aus Waldfischbach und studierte Rechtswissenschaften an der Universität Mainz. Sie wurde 1979 Rechtsassessorin beim Landgericht Frankenthal. Ihr Berufsweg als Richterin führte über die Amtsgerichte Pirmasens und Zweibrücken 1993 zum Oberlandesgericht Zweibrücken. Die Ernennung zur Richterin auf Lebenszeit erfolgte im März 1990.
Im Jahr März 2000 wurde Wolf Landgerichtspräsidentin in Zweibrücken. Im August 2008 wechselte sie in gleicher Funktion nach Frankenthal. Sie schied zum 31. Dezember 2016 aus dem Amt, im Februar 2017 wurde Harald Jenet zu ihrem Nachfolger ernannt. Frankenthal ist das zweitgrößte Landgericht des Landes, es hatte 2017 33 Richter. Wolf war stellvertretendes Mitglied am Verfassungsgerichtshof Rheinland-Pfalz in Koblenz.
Seit Januar 2018 ist Wolf Erste Vorsitzende des Vereins „Pfälzischer Verband für Soziale Rechtspflege e. V.“ (PVSR, ehemals Pfälzische Straffälligenhilfe). Im Amt ist sie Nachfolgerin von Walter Dury. Sie war Landesgeschäftsführerin des Deutschen Richterbundes (DRB) und stellvertretende Vorsitzende des Fördervereins für Rechtsmedizin der Universität Mainz.
Wolf ist verheiratet und Mutter von drei erwachsenen Kindern.